# التحالف الرياضي التونسي
التحالف الرياضي التونسي للكرة الطائرة (بالفرنسية: Alliance sportive de Tunis (volley-ball))‏، هو نادي تونسي منحل كان ينافس ضمن القسم الوطني الأول من بطولة تونس للكرة الطائرة للرجال وبطولة تونس للكرة الطائرة للسيدات.

## سجل ألقاب النادي للكرة الطائرة
فريق الرجال :
- البطولة التونسية  (3) : 1957، 1958، 1960.

- كأس تونس  (1) : 1960.

فريق السيدات :
- البطولة التونسية للسيدات  (2) : 1960، 1961.

- كأس تونس للسيدات  (3) : 1961، 1962، 1963.